# Blanche Ravalec
Pour les articles homonymes, voir Ravalec.
Blanche Ravalec, née le 19 septembre 1954, est une actrice et directrice artistique française.
Elle est connue pour avoir joué le rôle de Dolly dans Moonraker.

## Biographie

### Débuts
Après avoir vécu jusqu'à l'âge de 18 ans à l'étranger et travaillant d'abord comme hôtesse de l'air, Blanche Ravalec se forme au cours Simon auprès de sa professeure Laurence Constant, à qui elle estime devoir en grande partie son « coup de foudre pour le métier ».
Elle connaît rapidement ses premières expériences devant la caméra, tournant successivement sous la direction de Gérard Oury, Michel Lang et Claude Sautet.

### Confirmation à l'étranger
Âgée de vingt-quatre ans, elle décroche le rôle de Dolly dans le James Bond Moonraker réalisé par Lewis Gilbert, aux côtés de Roger Moore, Lois Chiles et Richard Kiel, dont elle joue la fiancée. Un rôle qui lui fut attribué par chance, à la suite de plusieurs malentendus avec son agent qui ne lui avait pas expliqué le rôle pour lequel elle auditionnait. Malgré cela, Albert Broccoli lui confirma « parfaitement convenir au personnage ».
Elle fit partie de la promotion internationale du film pendant deux mois, faisant la une de tous les journaux… hormis en France, où elle dit « avoir été ignorée par tous »,. « La petite française qui avait touché des millions de fans dans le monde entier n'a pas eu l'honneur de susciter le moindre intérêt auprès des médias de son propre pays… »

### Doublage
En 1983, c'est par l'intermédiaire de François Leccia, avec qui elle avait joué dans Maigret à Vichy, qu'elle découvre le doublage, activité dont elle n'avait jamais entendu parler. Elle dit avoir « été subjuguée » par l'exercice et assistera à de nombreux enregistrements avant de se lancer, un an plus tard.
Ainsi, elle est aujourd'hui la voix française de Marcia Cross dans la quasi-totalité de ses apparitions, ainsi que celle régulière de Frances Fisher, Patricia Kalember, Beth Broderick ou encore Becky Ann Baker. Dans l'animation, elle a notamment été la première voix de Leela dans Futurama.
En parallèle de son activité de comédienne de doublage, Blanche Ravalec est une figure de la direction artistique,,, son travail consistant à réaliser le casting et diriger les comédiens de la version française.

## Filmographie

### Cinéma
- 1978 : La Carapate de Gérard Oury : Marguerite, la fermière
- 1978 : Trocadéro bleu citron de Michaël Schock : ?
- 1978 : L'Hôtel de la plage de Michel Lang : Yveline
- 1978 : Une histoire simple de Claude Sautet : Maggy
- 1979 : Moonraker de Lewis Gilbert : Dolly, la fiancée de Requin
- 1981 : Salut, j'arrive de Gérard Poteau
- 1982 : Le Grand Pardon d'Alexandre Arcady : Colette
- 1983 : Les Voleurs de la nuit de Samuel Fuller : la première femme
- 1984 : À nous les garçons de Michel Lang : Daphné
- 1985 : Suivez mon regard de Jean Curtelin
- 1986 : Kamikaze de Didier Grousset : la speakerine en différé
- 1987 : Club de rencontres de Michel Lang : Marion
- 1992 : L'Homme de ma vie de Jean-Charles Tacchella : ?
- 1994 : Quand j'avais cinq ans je m'ai tué de Jean-Claude Sussfeld : la mère de Gil
- 2000 : Scènes de crimes de Frédéric Schoendoerffer : Madame Bourgoin
- 2017 : Daddy Cool de Maxime Govare : Edith

### Télévision
- 1984 : Les Enquêtes du commissaire Maigret, épisode Maigret à Vichy d'Alain Levent : Francine Lange
- 1991 : Cas de divorce : Maître Girard
- 1995 : Le Miracle de l'amour : elle-même
- 1995 : Une femme dans les bras, un cadavre sur le dos de Daniel Colas : Sylvie Brisebard
- 1999 : Sur la vie d'ma mère : Gisèle Fellous
- 1999 : Une femme d'honneur, épisode Mort en eaux troubles : Évelyne Fontanel
- 2000 : Nestor Burma, épisode Machinations pour machines à sous
- 2005 : Navarro, épisode Escort Blues : Madame Daguet
- 2011 : Joséphine, ange gardien, épisode Suivez le guide : Michelle Fragonet
- 2013 : Une bonne leçon de Bruno Garcia : Jeanne

## Doublage
Sources : RS Doublage, AlloDoublage, Doublage Séries Database et Planète Jeunesse.

### Cinéma

#### Films
- Frances Fisher dans :
  - La Défense Lincoln (2011) : Mary Windsor
  - The Roommate (2011) : Alison Evans
  - Les Âmes vagabondes (2013) : Maggie
  - Holidate (2020) : Elaine
  - Awake (2021) : Doris
  - Reptile (2023) : Camille Grady
- Dianne Wiest dans :
  - Synecdoche, New York (2008) : Ellen / Millicent Weems
  - Freeway et nous (2012) : Penny Alexander
- Sharon Maughan dans :
  - Trop belle ! (2010) : Mme MacCleish
  - L'Amour à vol d'oiseau (2014) : la mère de Colin
- Barbara Windsor dans :
  - Alice au pays des merveilles (2010) : Mallymkun le Loir (voix)
  - Alice de l'autre côté du miroir (2016) : Mallymkun le Loir (voix)
- Becky Ann Baker dans :
  - Tous les espoirs sont permis (2012) : Cora
  - Si tu savais… (2020) : Mme Geselschap
- Julie Hagerty dans :
  - Marriage Story (2019) : Sandra
  - Une histoire de Noël à Noël (2022) : Mme Parker
- Maria Pakulnis (pl) dans :
  - Ostra (pl) (2020) : la grand-mère de Marta
  - Johnny (pl) (2022) : Hanna
- Barbara Sukowa dans :
  - Mamie-sitter (de) (2020) : Philippa
  - Enkel für Fortgeschrittene (de) (2023) : Philippa
- 1990 : Coup de foudre à Charleston : Lizzie Potts (Shelley Long)
- 1997 : Alien, la résurrection : Annalee Call (Winona Ryder) (uniquement pour les scènes supplémentaires)
- 1999 : L'Ange de l'Amour : Helen (Christina Carlisi)
- 2000 : Selkie : Loopy Laura (Elspeth Ballantyne)
- 2001 : Le Dernier Château : Sheila Kelly (Peg Allen)
- 2001 : Écarts de conduite : Mme Forrester (Susan Forristal)
- 2003 : Le Sourire de Mona Lisa : Hortense Warren, la mère de Betty (Donna Mitchell)
- 2004 : Lolita malgré moi : June George (Amy Poehler)
- 2004 : Mais où est passé Elvis ? : Shirl (Annie Potts)
- 2005 : Heidi : Mme Rottenmeier (Geraldine Chaplin)
- 2005 : Faux Amis : Dottie (Laura Whyte)
- 2005 : La Mort en ligne 2 : la grand-mère de Mimiko (Haruko Wanibuchi)
- 2006 : Alibi : Judith Hatch (Sharon Lawrence)
- 2006 : Les Magichiens : l'infirmière Bleaker (Lesley Ann Warren)
- 2007 : Joyeuses Funérailles : Sandra (Jane Asher)
- 2007 : Frère Noël : Annette Noël (Miranda Richardson)
- 2008 : Caos calmo : Eleonora Simoncini (Isabella Ferrari)
- 2009 : En territoire ennemi 3 : Mission Colombie : Nicole Jenkins (Jennice Fuentes)
- 2009 : La Belle et la Bête : Lady Helen (Vanessa Gray)
- 2009 : Paper Heart : Mary Beth Hardy (Mary Beth Hardy)
- 2010 : The Social Network : Gretchen (Denise Grayson)
- 2010 : Frankie et Alice : l'infirmière Susan Shaw (Joanne Baron)
- 2012 : Dos au mur : la psychiatre (J. Smith-Cameron)
- 2012 : The Viral Factor : la mère de Jon (Elaine Jin)
- 2014 : Un amour d'hiver : Susane Lake, la sœur de Peter (Juliette Jones)
- 2014 : Adult Beginners : Shirley (Julie White)
- 2015 : The Big Short : Le Casse du siècle : voix additionnelle
- 2015 : Captive : Beth (Mary B. McCann)
- 2016 : The Revenge : Vivian Hill (Rebecca De Mornay)
- 2016 : Rebirth : Air (Sheryl Lee)
- 2017 : Undercover Grandpa : Maddy Harcourt (Jessica Walter)
- 2017 : Breathe : Tid (Penny Downie)
- 2018 : Burden : Hazel Griffin (Tess Harper)
- 2019 : La Belle et le Clochard : Jacqueline (Ashley Jensen) (voix)
- 2019 : Uncut Gems : Anne (Anh Duong)
- 2020 : Kajillionaire : Theresa Dyne (Debra Winger)
- 2020 : Fatman : Anne Marie (Deborah Grover)
- 2020 : La Folie des hauteurs : Beathe Guttmann (Anne-Kathrin Gummich)
- 2021 : Last Night in Soho : Peggy Turner (Rita Tushingham)
- 2021 : Breaking News in Yuba County : Debbie (Ellen Barkin)
- 2021 : Prime Time : Laura (Małgorzata Hajewska)
- 2022 : Bones and All : Barbara Kerns, la grand-mère de Maren (Jessica Harper)
- 2022 : Le Journal de Noël : Eleanor « Ellie » Foster (Bonnie Bedelia)
- 2023 : 10 jours du côté du mal (tr) : Ismet Sultan (Nur Sürer (tr))
- 2023 : Plus tard, j'atteindrai les étoiles : ? (?)
- 2023 : Dernier appel pour Istanbul : Rose (Rebecca Packer)
- 2023 : L'Effet veuf (en) : Imelda (Celia Imrie)
- 2023 : Une vie : Esther Rantzen (Samantha Spiro)
- 2024 : Ricky Stanicky : Mme Levine (Debra Lawrance)
- 2024 : The Merry Gentlemen (en) : Lilly (Beth Broderick)
- 2024 : Night Swim : Lucy Summers (Jodi Long)

#### Films d'animation
- 1957[7] : Tes Rêves deviendront réalité : la fée (court métrage)
- 1998 : Les Razmoket, le film : Lucy Carmichael
- 1999 : Les Secrets merveilleux du Père Noël : Necile
- 2001 : Barbie dans Casse-noisette : la tante Elisabeth Drosselmeyer
- 2002 : Barbie, princesse Raiponce : la méchante sorcière Gothel
- 2003 : Barbie et le Lac des cygnes : la reine et la mère du prince Daniel
- 2003 : Les Razmoket rencontrent les Delajungle : Charlotte Cornichon
- 2006 : Le Journal de Barbie : Mme Peters
- 2006 : Barbie Mermaidia : la fée des mers rose
- 2006 : Charlotte aux fraises, le film : la reine
- 2006[8] : Robotech: The Shadow Chronicles : Regente
- 2007 : La Grande Aventure de Bender : Leela, LaBarbara Conrad, Dwight
- 2008 : Le Monstre au milliard de tentacules : Leela
- 2008 : Prenez garde au seigneur des robots ! : Leela, Linda, un nain et des enfants
- 2008 : Vous prendrez bien un dernier vert ? : Leela, Linda, Inez Wong, Boobs Van Der Bilt, Fanny, une des Feministas, Ginzberg et la femme de Michael
- 2024 : Kung Fu Panda 4 : Mémé Sanglier

### Télévision

#### Téléfilms
- Frances Fisher dans (8 téléfilms) :
  - To Love and Die (2008) : Janet
  - Mon ex-futur mari (2010) : Eleanor Tyler
  - Justice coupable (2012) : Betty
  - L'Amour fait sa loi (2013) : Mme Von Hoffman
  - Le Candidat de mon cœur (2014) : Allie Doolittle
  - An American Girl Story – Melody 1963: Love Has to Win (en) (2016) : Miss Abbot
  - Amour, orgueil et préjugés (2016) : Violet Darcy
  - Mariage, orgueil et préjugés (2018) : Violet Darcy
- Gwynyth Walsh dans :
  - L'Obsession d'une mère (2008) : Inez Stanler
  - La Colère de Sarah (2010) : Marbella Walsh
  - Un Noël à la maison (2015) : Shirley Baker
  - Le Mariage de ma meilleure amie (2017) : Mme Tilton
  - Mon amoureux de Noël (2018) : Peg Finley
- Julie Warner dans :
  - Une erreur de jeunesse (2007) : Janet Tarr
  - Toujours plus forts (2008) : Natalie Penning
  - Rendez-moi mon bébé (2014) : Barbara
- Meredith Baxter dans :
  - Le Carnet des regrets (2009) : Ida Mae
  - La Liste du Père Noël (2012) : Carol Kringle
  - Le Rôle de sa vie (2013) : Elaine Winters
- Marcia Cross dans :
  - Objectif Terre : L'invasion est commencée (1998) : Karen Mackaphe
  - Le Doute en plein cœur (2001) : Rebecca Hausman
- Donna Pescow dans :
  - Drôles de vacances (2003) : Eileen Stevens
  - Opération cupcake (2012) : Sheila
- Shelley Long dans :
  - Vacances de rêve (2006) : Marla
  - Le Sauveur de Noël (2009) : Barbara
- Gaby Dohm dans :
  - L'Amour au pied du sapin (2010) : Carmen
  - Le Fantôme de mes rêves (2010) : Margot von Schönberg-Salchow
- Janet-Laine Green (en) dans :
  - Le Prix du passé (2011) : Marilyn
  - Une famille peu ordinaire (2012) : Doris
- 1993 : Innocentes Victimes : Wendy McBride (Robyn Lively)
- 1993 : Un cœur en adoption : Mme Garcia (Patch Mackenzie)
- 1994 : Une ombre dans la nuit : Angela (Kim Miyori (en))
- 1996 : Sabrina, l'apprentie sorcière : la tante Zelda Spellman (Charlene Fernetz (en))
- 1996 : Le Baiser de la mort : Patty Deese (Kerrie Keane)
- 1997 : L'Homme de minuit : Lisa Larkin/Dr Sarah Flint (Suzy Amis)
- 1998 : L'Ultime verdict : la juge Rosaria (Karen Trumbo)
- 1999 : Mumbo Jumbo : Jackie (Helen Dallimore (en))
- 1999 : Le septième papyrus : Royan (Karina Lombard)
- 1999 : Un cœur dans les étoiles : une infirmière (Cle Thompson)
- 2000 : Haute Voltige sur Miami : Star (Maxine Bahns)
- 2000 : Meurtre à l'eau de rose : Mme Flanders (Cheryl MacInnis)
- 2004 : Un billet pour l'enfer : Helen Keyes (Siobhan Finneran)
- 2005 : L'Attaque des fourmis géantes : Elizabeth (Tracy Brooks Swope (de))
- 2006 : Mon enfant a disparu : la journaliste Ashley Chambers (Dagmar Midcap (en))
- 2007 : Une erreur de jeunesse : Janet Tarr (Julie Warner)
- 2007 : Northanger Abbey : Jane Austen (Geraldine James)
- 2008 : Je veux votre mari ! : la juge (Lindsay Burns)
- 2008 : Un Noël plein de surprises : Roxie (Karin Konoval)
- 2010 : Les demoiselles d'honneur s'en mêlent : Olivia McNabb (Beth Broderick)
- 2010 : La Grève de Noël : Erna (Julia Duffy)
- 2010 : Amoureuse à Noël : Mme Greenberg (Joan Gregson)
- 2010 : Ces trente dernières années : Klara Landrock (Christiane Lemm (de))
- 2011 : Un peu, beaucoup, à la folie : Dr Browning (Gabrielle Rose)
- 2011 : Fugue à Marrakech : Artzhelferin Marokko (Laila Achouri-Schulz)
- 2012 : Coup de foudre à 3 temps : Clarisse (Jane Moffat)
- 2012 : Le diable de Milan : la mère (Elisabeth Trissenaar)
- 2014 : Agatha Raisin et la quiche de la mort : Agatha Raisin (Ashley Jensen)
- 2015 : Le pays de Noël : Glinda Stanwick (Maureen McCormick)
- 2015 : Embarquement immédiat pour Noël : Debbie (Candice Azzara)
- 2015 : Un merveilleux cadeau pour Noël : Helen (Jean St. James)
- 2017 : Une belle-mère qui me veut du mal : Joyce (Catherine Dyer (en))
- 2017 : Une voisine tentatrice : Dr Fischer (Julia Farino)
- 2017 : Mon Prince de Noël : Sandra Logan (Pamela Sue Martin)
- 2017 : Le Prix de l'infidélité : Norma Delieze (Barbara Wallace)
- 2017 : L'Obsession d'une étudiante : la coach Hendricks (Helene Udy (de))
- 2018 : Mon bébé, kidnappé par son père : Joan (Nancy Petersen)
- 2018 : La vengeance de ma sœur jumelle : Janet (Candice Hunter)
- 2019 : L'Atelier de jouets du Père Noël : Dorothy Wentzell (Barbara Gordon (en))
- 2019 : Au secours, je suis dans un film de Noël ! : Gram Gram (Brigid Duffy)
- 2019 : Une lycéenne diabolique : Evelyn Whitland (Jennifer Dale)
- 2019 : Coup de foudre à Rome : Betty Richichi (Barbara Bouchet)
- 2019 : Le danger vient de la famille… : la tante Maddy (Caia Coley)
- 2019 : Opération Love : Emma (Kym Herjavec (en))
- 2019 : La Partition perdue de Noël : Connie White (Karen Kruper)
- 2019 : Les 12 traditions de Noël : Grand-mère Vera [Qui ?] (voix)
- 2022 : Un cadeau royal pour Noël : la reine Portia (Susannah de Wrixon)

#### Séries télévisées
- Marcia Cross dans (14 séries) :
  - Melrose Place (1992-1997) : Dr Kimberly Shaw Mancini (114 épisodes)
  - Seinfeld (1997) : Dr Sara Sitarides (saison 9, épisode 7)
  - Ned et Stacey (en) (1997) : Diana Huntley (3 épisodes)
  - Au-delà du réel : L'aventure continue (1999) : Katherine Woods (saison 5, épisode 13)
  - Les Anges du bonheur (1999) : Lauren (saison 6, épisode 8)
  - Spin City (2000) : Joan Calvin (saison 5, épisode 1)
  - Ally McBeal (2000) : Myra Robbins (saison 4, épisode 2)
  - Les Experts (2001) : Julia Fairmont (saison 2, épisode 11)
  - La Vie avant tout (2001) : Linda Loren (saison 2, épisode 7)
  - Everwood (2003-2004) : Dr Linda Abbott (18 épisodes)
  - Desperate Housewives (2004-2012) : Bree Van De Kamp (180 épisodes)
  - New York, unité spéciale (2015) : Charmaine Briggs (saison 16, épisode 16)
  - Quantico (2015-2017) : Claire Haas (15 épisodes)
  - You (2021) : Jean (saison 3, épisode 6)
- Frances Fisher dans (13 séries) :
  - Drôle de chance (1995-1996) : Angie (17 épisodes)
  - Becker (1999-2000) : Dr Elizabeth « Liz » Carson (saison 2)
  - Urgences (2005) : Helen Kingsley (saison 11, épisode 14)
  - Saving Grace (2007) : Cathy (saison 1, épisode 5)
  - Eureka (2008) : Eva Thorne (saison 3)
  - Mentalist (2009) : Victoria Abner (saison 2, épisode 5)
  - Mon oncle Charlie (2010) : Priscilla Honeycutt (saison 7, épisode 18)
  - The Whole Truth (2010) : la juge Ellen Roush (épisode 13)
  - Sons of Anarchy (2010) : Honey (saison 3, épisode 4)
  - A Gifted Man (2012) : Blanche Tipton (épisode 16)
  - The Killing (2014) : Gena Geddes (saison 4, épisodes 4 et 5)
  - The Rookie : Le Flic de Los Angeles (2021) : Evelyn Nolan (saison 3, épisodes 3 et 4)
  - The Sinner (2021) : Meg Muldoon (saison 4)
- Becky Ann Baker dans (12 séries) :
  - Freaks and Geeks (1999-2000) : Jean Weir (18 épisodes)
  - A Gifted Man (2012) : Mary Polanco (épisode 10)
  - Smash (2012) : Mme Cartwright (saison 1, épisodes 1 et 3)
  - Person of Interest (2013) : la députée Erica Schmidt (saison 2, épisode 17)
  - New York, unité spéciale (2014) : Vivienne Patton (saison 16, épisode 10)
  - Blacklist (2019) : la juge Roberta Wilkins (saison 6)
  - Manhunt (2020) : Patricia Rudolph (saison 2, épisodes 5 et 10)
  - Hunters (2020) : Juanita Kreps (saison 1)
  - Council of Dads (en) (2020) : Grand-mère (épisodes 1 et 5)
  - New Amsterdam (2021) : Gwen Bennett (saison 3)
  - Billions (2021) : Brenda (saison 5, épisodes 8 et 9)
  - The Resort (2022) : Jan Knowlston (4 épisodes)
- Patricia Kalember dans (7 séries) :
  - Les Sœurs Reed (1991-1996) : Georgiana « Georgie » Reed Whistig (127 épisodes)
  - New York, unité spéciale (2001) : Leslie DeSantis (saison 2, épisode 17)
  - The Good Wife (2010) : Julie Bowers (saison 1, épisode 12)
  - Blue Bloods (2011) : Dr Keller (saison 1, épisode 15 et saison 2, épisode 8)
  - FBI : Duo très spécial (2012) : Mlle Holloman (saison 3, épisode 16)
  - Madam Secretary (2014-2018) : la sénatrice Kate Fletcher (4 épisodes)
  - Allegiance (2015) : la directrice du NCS (saison 1, épisode 2)
- Beth Broderick dans (7 séries) :
  - Sabrina, l'apprentie sorcière (1996-2002) : Zelda Spellman (en) (141 épisodes)
  - Supernatural (2006) : Alice Miller (saison 1, épisode 14)
  - The Closer : L.A. enquêtes prioritaires (2006) : Morgan Bloom (saison 2, épisode 7)
  - Les Experts (2007) : Belinda Crewes (saison 8, épisode 9)
  - Les Nouvelles Aventures de Sabrina (2020) : la Zelda Spellman de l'Infini (épisodes 33 et 35)
  - Walker (2021) : Mme Harlan (saison 1, épisode 4)
  - Shrill (2021) : Clara Pickett (saison 3, épisode 4)
- Donna Pescow dans (7 séries) :
  - La Guerre des Stevens (2000-2003) : Eileen Stevens (65 épisodes)
  - Les Soprano (2007) : Donna Parisi (saison 6, épisode 21)
  - Body of Proof (2012) : Maria Sanella (saison 2, épisode 14)
  - Flash (2017-2018) : Dr Sharon Finkel (saison 4)
  - Truth Be Told : Le Poison de la vérité (2021) : Esta Turney (saison 2, épisode 2)
  - Welcome to Chippendales (2022) : Bridget (mini-série)
  - Grey's Anatomy (2024) : Patty Best (saison 20, épisode 2)
- Annie Potts dans (7 séries) :
  - GCB (2012) : Gigi Stopper (saison 1)
  - The Fosters (2013-2018[n 1]) : Sharon Elkin (11 épisodes)
  - NCIS : Nouvelle-Orléans (2015) : Olivia Brody (saison 2, épisode 7)
  - Major Crimes (2015) : Clarissa (saison 3, épisode 19)
  - Chicago Med (2015-2016) : Helen Manning (saison 1)
  - Young Sheldon (2017-2024) : Constance « Connie » Tucker (139 épisodes)
  - Georgie and Mandy's First Marriage (depuis 2024) : Constance « Connie » Tucker
- Rebecca Gibney dans (5 séries) :
  - Halifax (1994-2002) : Jane Halifax (21 épisodes)
  - Stingers : Unité secrète (2002-2003) : Ingrid Burton (13 épisodes)
  - Rêves et Cauchemars (2006) : India Fornoy (épisode 4)
  - Wanted (2016-2018) : Lola Buckley (18 épisodes)
  - Le Retour des Rafter (en) (2021) : Julie Rafter (6 épisodes)
- Julie Warner dans (5 séries) :
  - Nip/Tuck (2003-2006) : Megan O'Hara (7 épisodes)
  - Crash (2009) : Andrea Schillo (7 épisodes)
  - Grey's Anatomy (2013) : Mme Lanz (saison 9, épisode 11)
  - Code Black (2016) : Renee (saison 2, épisode 11)
  - Good Doctor (2021) : Pam Dilallo (saison 4, épisodes 8 et 17)
- Tara Rosling dans :
  - The War Next Door (2000) : Barbara Bush (13 épisodes)
  - Les Enquêtes de Murdoch (2011) : la Sœur Catherine (saison 4, épisode 10)
  - Star Trek: Discovery (2020-2022) : la présidente T'Rina (11 épisodes)
- Clare Holman (en) dans :
  - Inspecteur Barnaby (2002 / 2006) : Sue Tutt (saison 5, épisode 3) puis Rose Southerly (saison 9, épisode 6)
  - Messiah (2004) : Jaine Ellis (épisode 3)
  - En traître (2022) : Mary Angelis (mini-série)
- Barbara Hershey dans :
  - La Famille Carver (2004-2005) : Gennie Carver (13 épisodes)
  - Once Upon a Time (2012-2016) : Cora Mills (15 épisodes)
  - X-Files : Aux frontières du réel (2018) : Erika Price (saison 11)
- Ashley Jensen dans :
  - Eleventh Hour (2006) : Rachel Young (4 épisodes)
  - Ugly Betty (2006-2009) : Christina McKinney (66 épisodes)
  - Agatha Raisin (depuis 2014) : Agatha Raisin (20 épisodes - en cours)
- Meagan Fay dans :
  - Charmed (2006) : Nanta (saison 8, épisode 11)
  - How I Met Your Mother (2007) : Janice Aldrin (saison 2, épisodes 19 et 21)
  - Good Girls Revolt (2016) : Bea Burkhart (3 épisodes)
- Rebecca De Mornay dans :
  - Jessica Jones (2015-2019) : Dorothy Walker (13 épisodes)
  - Lucifer (2016-2021) : Penelope Decker (3 épisodes)
  - NCIS : Enquêtes spéciales (2024-2025) : Carla Marino (saison 22, épisodes 6 et 20)
- Celia Imrie dans :
  - Legends of Tomorrow (2016) : Mary Xavier (saison 1, épisode 12)
  - Better Things (2016-2022) : Phyllis (50 épisodes)
  - La Diplomate (2023) : Margaret Roylin
- Ingrid Kavelaars dans :
  - Code Eternity (2000) : Dr Laura Keating (26 épisodes)
  - Stargate SG-1 (2003-2004) : la major Erin Gant (3 épisodes)
- Barbara Marten dans :
  - Bob et Rose (2001) : Carol Cooper
  - The Devil's Hour (en) (2022) : Sylvia Chambers
- Michelle Gomez dans :
  - Ash et Scribbs (2005) : Anita Green (saison 2, épisode 2)
  - Oliver Twist (2007) : Mme Sowerberry (mini-série)
- Tatjana Clasing dans :
  - Le Rêve de Diana (2006-2008) : Clémence Steinkamp (épisodes 1 à 500)
  - Mick Brisgau (2010-2013) : Uschi Nowatzki (1re voix, saisons 1 à 4)
- Julie White dans :
  - You're the Worst (2016) : Dr Tabitha Higgins (saison 3, épisode 5)
  - Roar (2022) : Barbara (épisode 7)
- Debra Winger dans :
  - The Ranch (2016-2020) : Margaret « Maggie » Bennett (65 épisodes)
  - American Patriot (2018) : Bernice Tavner (6 épisodes)
- Ann Magnuson dans :
  - Le Maître du Haut Château (2018-2019) : Caroline Abendsen (7 épisodes)
  - Star Trek: Picard (2020) : l'amirale Kirsten Clancy (saison 1, épisodes 2 et 8)
- Deanna Dunagan dans :
  - Proven Innocent (en) (2019) : Debora Vandenhey (épisode 11)
  - Tell Me Your Secrets (2021) : Esther Moses (3 épisodes)
- Sarah Lancashire dans :
  - MotherFatherSon (2019) : Angela Howard
  - Black Doves (2024) : Reed (mini-série)
- Miranda Richardson dans :
  - Good Omens (2019-2023) : Mme Tracy / Shax
  - Modern Love (2021) : Jane (saison 2, épisode 3)
- 1992 : Nightmare Cafe (en) : Fay Peronivic (Lindsay Frost)
- 1993-1994 : Beverly Hills 90210 : Lucinda Nicholson (Dina Meyer)
- 1993-1995 : Un drôle de shérif : Rachel Harris (Leigh Taylor-Young)
- 1994 : La Fille du maharadjah : la princesse Messua (Hunter Tylo) (mini-série)
- 1995-1998 : Une fille à scandales : Nora Wilde (Téa Leoni)
- 1995-1998 : JAG : Annie Pendry (Daphne Ashbrook) (5 épisodes)
- 1996-1999 : Poltergeist : Les Aventuriers du surnaturel : Rachel Corrigan (Helen Shaver)
- 1997-1998 : Jenny : Maggie Marino (Heather Paige Kent)
- 1998-1999 : Friends : Emily Waltham (Helen Baxendale)
- 2000-2002 : Resurrection Blvd. (en) : Yolanda Santiago (Ruth Livier)
- 2000-2011 : New York, unité spéciale : la juge Lena Petrovsky (Joanna Merlin)
- 2001-2004 : Les Soprano : Gloria Trillo (Annabella Sciorra) (7 épisodes)
- 2004-2006 : Veronica Mars : Inga (Seraina Jaqueline)
- 2010 : 90210 Beverly Hills : Nouvelle Génération : l'agente immobilière (Lori Alan) (saison 3, épisode 11)
- 2013 : Les Enquêtes de Murdoch : Elizabeth MacFarlane (Jane Moffat) (saison 7, épisode 1)
- 2013 : Anna Karénine : la comtesse Vronskij (Ángela Molina) (mini-série)
- 2013-2016 : Devious Maids : Genevieve Delatour (Susan Lucci)
- 2013-2017 : Girls : Evie Michaels (Rita Wilson) (7 épisodes)
- 2014 : The Knick : la Sœur Harriet (Cara Seymour)
- 2014 : Forever : Abigail Morgan âgée (Janet Zarish (en))
- 2015 : Brooklyn Nine-Nine : Dr Susman (Mo Gaffney (en)) (saison 2, épisode 22)
- 2015-2019 : Life in Pieces : Joan (Dianne Wiest) (79 épisodes)
- 2016-2019 : Animal Kingdom : Janine « Smurf » Cody (Ellen Barkin) (49 épisodes)
- 2017 : Philip K. Dick's Electric Dreams : Irma Louise Gordon (Geraldine Chaplin) (saison 1, épisode 2)
- 2018 : The Innocents : Runa (Ingunn Beate Øyen (no))
- 2018-2019 : Les Désastreuses Aventures des orphelins Baudelaire : Babs (Kerri Kenney-Silver)
- 2019-2022 : Gentleman Jack : Mme Stansfield Rawson (Lucy Briers) (4 épisodes)
- 2019/2023 : Hudson et Rex : Miranda Hudson (Jill Frappier) (saison 1, épisode 6 et saison 5, épisode 13)
- 2020 : How to Ruin Christmas : Candice (Kate Normington)
- 2020 : Affaire Skripal : l'espion empoisonné (en) : Julie Dennison (Claire Lams) (mini-série)
- 2020 : Dracula : la duchesse Valeria (Catherine Schell) (mini-série)
- depuis 2020 : À l'ombre des Magnolias : Paula Vreeland (Caroline Lagerfelt)
- depuis 2020 : Trying : Sandra Ross (Paula Wilcox (en))
- 2021 : Panic : Anne McCarthy (Bonnie Bedelia) (8 épisodes)
- 2021 : The Witcher : Voleth Meir (Ania Marson) (5 épisodes)
- 2021 : SurrealEstate (en) : Victoria Roman (Jennifer Dale) (4 épisodes)
- 2021 : American Gods : Ann-Marie Hinzelmann (Julia Sweeney) (saison 3)
- 2023 : Black Mirror : Janet (Monica Dolan) (saison 6, épisode 2)
- 2023 : Hello Tomorrow! : Deb Pearlman (Maureen Silliman)
- 2023 : Gotham Knights : Eunice Harmon (Veronica Cartwright)
- 2023 : Poker Face : Betty (K Callan (en)) (saison 1, épisode 5)
- 2023 : American Horror Story : Virginia Harding (Debra Monk) (saison 12)
- 2023 : And Just Like That... : Gloria Steinem (Gloria Steinem) (saison 2, épisode 4)
- 2024 : Constellation : Irena Lysenko (Barbara Sukowa)
- 2024 : Nautilus : Jacqueline Lucas (Caroline Goodall)
- 2024-2025 : Squid Game : Jang Geum-ja (Kang Ae-shim) (8 épisodes)
- 2025 : High Potential : Lenora Donovan (Pamela Roylance (de)) (saison 1, épisode 11)

#### Séries d'animation
- 1991 : Æon Flux : Æon Flux
- 1991-1998 : Le Monde de Bobby : Maman
- 1993 : Conan l'Aventurier : la Reine Califia (épisode 57)
- 1994-1995 : Les Contes les plus célèbres : la belle-mère de Cendrillon, la marâtre de Hansel et Gretel, la fée bleue, la mère et la belle-mère de Blanche-Neige et la maman chèvre
- 1995 : X-Men : Moira MacTaggert (épisode 51)
- 1995 : Les 4 Fantastiques : Alicia Masters, Lavinia Forbes, Medusa, Crystal, Lady Dorma et Nova
- 1996 : Rock amis : Narcisse et Chloé
- 1996 : Wild C.A.T.S : Priscilla Kitaen/Voodoo et Artemis
- 1996 : Mortal Kombat : Les Gardiens du royaume : Sonya Blade et Sheeva
- 1996 : Fantomcat : Marmagora
- 1996-1998 : Reboot (saisons 1 à 3) : Dot Matrix, Hexadécimal, Hack, Pixel, Feline, GigaFille, Maxine, Souris (saison 1), Mainframe, Princesse Bula et Data Nully
- 1997 : Les Kikekoi : Maman
- 1997-1998 : Princesse Sissi : Ludovica de Bavière, la mère de Sissi
- 1998 : The Blobs : tous les personnages
- 1998 : Drôles de vikings : la femme
- 1998 : The Silver Brumby : Boon Boon
- 1998-2000 : Souris des villes, souris des champs : Émilie
- 1999 : Diabolik : Eva Kant
- Années 2000 : Thomas et ses amis : la narratrice et les personnages féminins
- 2000 : Little People : Sonya Lee, Sarah Lynn, Maggie et Paula
- 2000-2002 : Futurama : Turanga Leela (1re voix, saisons 1 à 3) et M'man (1re voix)
- 2000-2004 : Magical DoReMi : Loulou (voix principale), Mindy, la fée Lili, Dhélia et voix additionnelles
- 2001 : Drôles de petits monstres : Miss Morbidda
- 2001-2003 : Ginger : Lois Fortley
- 2002-2006 : Kangoo Juniors : Alex, Kevin, Miss Adélaïde, Mme Marth et Vipvip (création de voix)
- 2002-2006 : Angelina Ballerina : voix additionnelles
- 2003 : Les plus beaux Contes d'Andersen[9] : voix diverses
- 2003-2006 : Sonic X : Molly
- 2004-2007 : Le Petit Tracteur rouge[10] : Thomas, Elsie et Mlle Turvey
- 2005 : Angel Heart : Sayuri et Miki
- 2006 : Rupert : Mirliton
- 2006-2008 : Pocoyo : Pocoyo
- 2006-2008 : Horseland : Bienvenue au ranch ! : Lily, Scarlett, Teeny
- 2006-2008 : Les Wonder Choux : Linny (voix parlée et chantée)
- 2006-2010 : Charlotte aux fraises : la reine, Pépin l'ancien, Dr Crac Noisette
- 2007-2007 : Kung-foot : Mamita (création de voix)
- 2007-2008 : Yes! PreCure 5 : Arachnea
- 2011-2016 : Kung Fu Panda : L'Incroyable Légende : Mme Zhou
- 2013-2014 : Sabrina, l'apprentie sorcière : Zelda Spellman
- 2018-2023 : Hilda : Tildy, Ian et Mlle Halgrim
- 2022 : Lastman Heroes : voix additionnelles (création de voix)
- 2023 : Vinland Saga : Helga âgée (doublage Netflix)
- 2024 : Monstres et Cie : Au travail : Jill[n 2] (saison 2)

### Jeux vidéo
- 2007 : The Witcher : Toruviel, Sabrina Glevissig (DLC : Le prix de la neutralité)
- 2007 : Mass Effect : Matriarche Benezia
- 2011 : The Elder Scrolls V: Skyrim : Irileth, Idesa Sadri, Dravynea, Dunmer, Méridia
- 2011 : Anno 2070 : Skylar Banes
- 2012 : Hitman: Absolution : voix additionnelles
- 2012 : The Secret World : voix additionnelles
- 2012 : Ratchet and Clank: Q-Force : voix additionnelles
- 2014 : The Elder Scrolls Online : La Gouvernante / Méridia
- 2014 : Assassin's Creed Rogue : Onatah
- 2015 :  Assassin's Creed Syndicate : voix additionnelles
- 2015 : Just Cause 3 : Rosa Manuela
- 2016 : Deus Ex: Mankind Divided : voix additionnelles
- 2016 : Final Fantasy XV : voix additionnelles

### Direction artistique
Blanche Ravalec est également directrice artistique,,.

#### Films
| - 1988 : Les Fantômes d'Halloween - 1990 : Un look d'enfer - 2000 : Selkie - 2005 : Missing in America - 2013 : La Fille aux neuf perruques - 2013 : Cet été-là - 2013 : Coup de foudre à Austenland - 2013 : Quand tombe la nuit - 2014 : Northern Soul - 2014 : Mon fils - 2014 : L'Amour à vol d'oiseau - 2014 : Je t'aime à l'italienne - 2014 : Beyond the Lights - 2014 : Animal - 2015 : Wild Horses - 2015 : Full Out, l'incroyable histoire d'Ariana Berlin | - 2015 : Monsieur Nounou - 2016 : Frank et Lola - 2016 : Tallulah - 2016 : Les Tribulations de Dean - 2017 : Negative - 2017 : Three Christs - 2017 : Sous un autre jour - 2017 : The Hero - 2017 : Instalife - 2018 : The Nanny - 2018 : 6 Balloons - 2019 : The Room - 2020 : La Folie des hauteurs - 2020 : His House - 2021 : Belle d'automne - 2021 : Love Hard - 2021 : Rendez-vous à Mexico - 2021 : Anne Frank, ma meilleure amie (assistée de Jeanne-Marie Ducarre) - 2023 : Nos soirées gâteaux-bar (en) |

#### Films d'animation
- 2002 : Barbie, princesse Raiponce
- 2003 : Barbie et le Lac des cygnes
- 2004 : Barbie : Cœur de princesse
- 2006 : Barbie au bal des douze princesses
- 2006 : Le Journal de Barbie
- 2014 : Noix de coco, le petit dragon
- 2016 : The Guardian Brothers
- 2016 : Ethel et Ernest
- 2021 : Hilda et le roi de la montagne

#### Téléfilms
| - 1997 : L'Homme de minuit - 1997 : Time to Say Goodbye? (en) - 1998 : Diana, princesse du peuple - 1999 : L'Enfant secret - 2000 : Meurtre en scène - 2000 : Le Mari d'une autre - 2002 : Mamans en grève - 2002 : Nouveau départ - 2003 : Deception - 2004 : Un billet pour l'enfer - 2005 : Coup de foudre royal - 2005 : Le plus beau jour de l'année - 2006 : Rivalité maternelle - 2006 : 8 jours pour mon fils - 2008 : L'Amour en grand - 2009 : Liebe Grüße aus Dürnau - Geschichten vom Lande - 2010 : Le bel arnaqueur - 2010 : La Femme de trop - 2010 : Le mystère du papillon - 2010 : Le serpent de septembre - 2010 : Quand l'amour ne suffit plus : L'Histoire de Lois Wilson - 2010 : La Colère de Sarah - 2010 : La Belle et le boxeur - 2010 : Amoureuse à Noël - 2011 : Le Visage d'un prédateur - 2011 : Fugue à Marrakech - 2011 : Brisée par mon mari - 2012 : Une sœur aux deux visages - 2013 : L'Ombre du harcèlement | - 2013 : Accusée par erreur - 2013 : Le Noël où tout a changé - 2013 : Si Noël m’était conté - 2014 : Divorce sous surveillance - 2014 : Cecelia Ahern - Zwischen Himmel und hier - 2014 : L'Écho du mensonge - 2014 : Disparitions suspectes - 2014 : Entre ici et le paradis - 2014 : Noël à Manhattan - 2014 : L'Étrange Noël de Lauren - 2015 : Les Dessous de Melrose Place - 2015 : Un roman d'amour - 2016 : Grease: Live! - 2016 : Un fiancé qui tombe à pic - 2016 : Fascination mortelle - 2017 : Ton bébé m'appartient - 2017 : La meilleure du monde - 2017 : Décollage pour Noël - 2018 : Une nuit fatale pour ma fille - 2018 : Sœurs jumelles, sœurs ennemies - 2018 : Le Lycée des vanités - 2018 : Pensées interdites - 2018 : La tentation de mon mari - 2018 : Coaching mortel - 2018 : Ce bébé est à moi ! - 2020 : Romance incognito - 2020 : Un secret de famille impardonnable - 2020 : Un hôtel pour deux à Noël - 2021 : La passion malsaine d'un père de famille |

#### Séries télévisées
| Années 1990 - Un cas pour deux (saisons 1 à 24, avec Philippe Chatriot, Bernard Tiphaine, Joël Martineau, Michel Dodane et Serge Bourrier) - Cooper et nous - Melrose Place (avec Philippe Chatriot, Érik Colin et Jean-Claude Montalban) - Halifax - Commissaire Léa Sommer - Rex, chien flic (saisons 1 à 11, avec Joël Martineau) - Une équipe de choc - Rosa Roth (de) - Hope & Gloria - Une fille à scandales - Adrénaline - 1995-1997 : Wishbone, quel cabot ! - 1995-2002 : Au-delà du réel : L'aventure continue - 1996-1999 : Poltergeist : Les Aventuriers du surnaturel (avec Philippe Chatriot et Antoine Nouel) - 1996-2000 : Kenan et Kel - 1996-2000 : Pacific Blue - 1996-2001 : Moesha (avec Philippe Chatriot) - 1996-2003 : Sabrina, l'apprentie sorcière - 1996-2005 : Tout le monde aime Raymond (avec Philippe Chatriot et Olivier Destrez) - 1996-2007 : Sept à la maison (avec Bernard Tiphaine, Antoine Nouel, Michel Bedetti et Marc Bretonnière) - 1997-1998 : Jenny - 1997-1999 : Sunset Beach (avec Maurice Sarfati, Bernard Tiphaine, Philippe Chatriot et Michel Bedetti) - depuis 1997 : Inspecteur Barnaby (avec Philippe Chatriot (saisons 1-15) et Brigitte Aubry (saisons 16-17)) - 1998 : Cadfael (saison 4) - 1998-2004 : Becker - 1998-2004 : Stingers : Unité secrète (avec Michel Dodane) - 1998-2006 : Charmed - 1998-2008 : Les Destins du Cœur - 1999 : Freaks and Geeks - 1999-2000 : Les Nomades du futur - 1999-2002 : La Double Vie d'Eddie McDowd | Années 2000 - 1999-2007 : Les Soprano (quelques épisodes, avec Érik Colin) - 2000 : Titans - 2000 : The War Next Door (avec François Leccia) - 2000-2001 : Unité 156 - 2000 : Légitime Défense - 2000-2002 : Resurrection Blvd. (avec Érik Colin) - 2000-2003 : La Guerre des Stevens (ou Drôle de frère) - 2000-2005 : Andromeda (avec Philippe Chatriot, Michel Dodane et Michel Bedetti) - 2001 : Bob et Rose - 2001 : Temps mort - 2001-2004 : Lizzie McGuire - 2001-2009 : Grand Galop (avec Antoine Nouel) - 2002 : Guenièvre Jones - 2002 : Schwarzwaldhaus 1902 (de) (mini-série) - 2002-2003 : Short Cuts - 2002-2003 : Good Morning, Miami - 2002-2005 : Duo de maîtres - 2002-2006 : Ce que j'aime chez toi (avec Michel Bedetti) - 2002-2007 : FBI : Portés disparus (saisons 1 à 5, avec Michel Dodane) - 2002-2007 : Dead Zone (avec Joël Martineau et Érik Colin) - 2003 : Nip/Tuck (saison 1, avec Antoine Nouel, Michel Bedetti et Érik Colin) - 2003-2006 : Roméo ! (avec Bernard Tiphaine) - 2003-2006 : Les Frères Scott (saisons 1 à 3, avec Claude Chantal) - 2004-2005 : Ash et Scribbs (avec Philippe Chatriot) - 2004-2005 : Veronica Mars (saison 1, avec Érik Colin) - 2004-2005 : La Famille Carver - 2005-2007 : La Guerre à la maison (avec Michel Dodane) - 2005-2008 : Supernatural (saisons 1 à 3, avec Bernard Tiphaine) - 2005-2009 : How I Met Your Mother (saisons 1 à 4, avec Jean-François Kopf) - 2006-2007 : Les Hauts et les Bas de Sophie Paquin (saisons 1 et 2) - 2006-2007 : La Classe - 2006-2008 : Men in Trees : Leçons de séduction - 2006-2008 : Sacré Charlie (saisons 1 et 2) - 2006-2008 : Le Rêve de Diana (saisons 1 et 2, avec Marc Bretonnière) - 2006-2008 : Shark - 2009-2010 : Forgotten |

| Années 2010 - 2010-2011 : The Defenders - 2010-2011 : Life Unexpected - 2011 : Chaos - 2011 : La Maison sur le lac (mini-série) - 2011-2012 : Ringer - 2012 : NYC 22 - 2012-2013 : Dr Emily Owens - 2012-2016 : Beauty and the Beast - 2013-2015 : Journal d'une ado hors norme - 2013-2017 : Reign : Le Destin d'une reine - 2013-2017 : Bates Motel - 2014 : Meurtres en eaux troubles - 2014-2015 : Les McCarthy - 2015-2016 : Limitless - 2015-2018 : The Team - 2016 : Game of Silence - 2016-2017 : Man vs Geek - 2016-2017 : Pure Genius - 2016-2018 : Lucky Man - 2016-2019 : La Folle Aventure des Durrell - 2017-2018 : Appartements 9JKL - 2018 : Témoin indésirable (mini-série) - 2018 : Le Village des secrets (mini-série) - 2018 : ABC contre Poirot (mini-série) - 2018-2022 : Charmed - 2018-2023 : New Amsterdam - 2019 : Bauhaus - Un temps nouveau - 2019-2020 : To the Lake | Années 2020 - 2020 : Soulmates - 2020 : Le Cheval pâle (mini-série) - depuis 2020 : How to Ruin Christmas - depuis 2020 : McDonald et Dodds - 2021 : Kamikaze - 2021 : Scènes de la vie conjugale (mini-série) - 2021 : La République de Sarah - 2022 : Pourquoi pas Evans ? (it) (mini-série) - 2022 : Angelyne (mini-série) - 2023 : Cœurs noirs (mini-série) - 2023 : La Dernière Chose qu'il m'a dite (mini-série) - 2023 : El silencio (mini-série) - 2023 : Abysses (mini-série) - 2023 : The Woman in the Wall (en) - 2024 : Ancestral - 2024 : Maxton Hall - Le monde qui nous sépare - depuis 2024 : Elsbeth |

#### Séries d'animation
| - Le Monde de Bobby - Æon Flux - ReBoot - Les Kikekoi - Diabolik, sur les traces de la panthère - Princesse Sissi - The Blobs - Souris des villes, souris des champs - Magical DoReMi - Miaou ! - Ginger - Little People - Thomas et ses amis - Trop lapin | - Angelina Ballerina - Les Sauvetout - Charlotte aux fraises - Le Petit Tracteur rouge - Pocoyo - Les Wonder Choux - Rupert l'ours (avec Marc Bretonnière) - Fifi et ses floramis (avec Marc Bretonnière et Érik Colin) - Horseland : Bienvenue au ranch ! (avec Marc Bretonnière) - Iggy Arbuckle - Hilda |

#### Télé-réalité
- J'ai dit oui à la robe

#### Documentaires
- 2 robes, 1 mariée
- Forêt noire
- J'ai épousé un monstre
- Queen Mary
- Rooted